# Rhodostrophia discopunctata
Rhodostrophia discopunctata är en fjärilsart som beskrevs av Hans Georg Amsel 1935. Rhodostrophia discopunctata ingår i släktet Rhodostrophia och familjen mätare. Inga underarter finns listade.